# Referèndum d'independència d'Eslovènia de 1990
Es va celebrar un referèndum d'independència a la República d'Eslovènia el 23 de desembre de 1990. Tant la coalició governant de centre-dreta com l'oposició d'esquerres van donar suport al referèndum i van demanar el vot a favor de la independència eslovena.
La pregunta del referèndum va ser: "La República d'Eslovènia hauria d'esdevenir un estat independent i sobirà?" (en eslovè: Ali naj Republika Slovenija postane samostojna in neodvisna država?). El Parlament d'Eslovènia va definir el llindar mínim per donar validesa al plebiscit al 50% més u del cens total (la majoria absoluta).

## Resultats
El 26 de desembre France Bučar va proclamar oficialment els resultats del referèndum a l'Assemblea. Un 88,5% del cens (94,8% dels votants) havien votat a favor de la independència, excedint el llindar marcat. Un 4,0% havia votat en contra de la independència, mentre que un 0,9% havia emès un vot no vàlid i un 0,1% havia votat en blanc. Un 6,5% de l'electorat no va participar-hi.
L'anunci de Bučar obligava les autoritats eslovenes a declarar la independència del país en sis mesos. El 25 de juny de 1991, la Carta Constitucional Bàsica de Sobirania i Independència de la República d'Eslovènia va ser aprovada i l'endemà es va declarar la independència.
| Opció                             | Vots      | %      |
| --------------------------------- | --------- | ------ |
| Sí                                | 1,289,369 | 95.71  |
| No                                | 57,800    | 4.29   |
| Vots vàlids                       | 1,347,169 | 98.93  |
| Vots no vàlids o en blanc         | 14,569    | 1.07   |
| Vots en total                     | 1,361,738 | 100.00 |
| Votants registrats i participació | 1,499,294 | 90.83  |
| Font: Stat.si, Arxius d'Eslovènia |           |        |

42.274 persones no van poder votar, ja que havien treballat a l'estranger o havien fet el servei militar o exercicis militar i no van ser tinguts en compte a l'hora de calcular els resultats.